# Linda Hunt
Linda Hunt, geboren als Lydia Susanna Hunter, (Morristown, 2 april 1945), is een Amerikaans actrice. Ze won in 1983 een Academy Award voor haar bijrol als Billy Kwan (een man) in The Year of Living Dangerously. Ze kreeg daarnaast meer dan vijf andere acteerprijzen, waaronder National Board of Review Awards voor zowel The Year of Living Dangerously als samen met de hele cast van Prêt-à-Porter
Hunt maakte in 1980 haar filmdebuut als Mrs. Oxheart in de stripverfilming Popeye. Sindsdien speelde ze ruim twintig andere filmrollen. Daarnaast gaf ze gestalte aan wederkerende personages in meer dan vijf televisieseries, zoals in The Practice, Carnivàle en NCIS-spin-off NCIS: Los Angeles. Behalve voor de camera acteert Hunt regelmatig op de planken, zoals in de toneelversie van Doubt (als zuster Aloysius).

## Filmografie
*Exclusief televisiefilms
| - Solo: A Star Wars Story (2018) - als Lady Proxima - The Crooked Eye (2009) - Once Upon a Tide (2008) - Stranger than Fiction (2006) - Yours, Mine and Ours (2005) - Dragonfly (2002) - Eat Your Heart Out (2000) - Pocahontas II: Journey to a New World (1998, stem) - The Relic (1997) - Pocahontas (1995, stem) - Prêt-à-Porter (1994) - Younger and Younger (1993) - Twenty Bucks (1993) - Rain Without Thunder (1992) | - Nonesense and Lullabyes: Nursery Rhymes (1992) - Nonesense and Lullabyes: Poems (1992) - If Looks Could Kill (1991) - Kindergarten Cop (1990) - She-Devil (1989) - Waiting for the Moon (1987) - Eleni (1985) - Silverado (1985) - Dune (1984) - The Bostonians (1984) - The Year of Living Dangerously (1982) - Popeye (1980) |

## Televisieseries
*Exclusief eenmalige gastrollen
- NCIS: Los Angeles - Henrietta 'Hetty' Lange (2009-2023)
- The Unit - Dr. Eudora Hobbs (2007-2008, twee afleveringen)
- Without a Trace - Dr. Clare Bryson (2008, drie afleveringen)
- The American Experience - Verteller (1998-2006, zes afleveringen)
- Carnivàle - Management (2003-2005, negen afleveringen)
- The Practice - Judge Zoey Hiller (1997-2002, 23 afleveringen)
- Space Rangers - Cmdr. Chennault (1993, vier afleveringen)